# Constante de disociación
En química, bioquímica y farmacología, una constante de disociación ({\displaystyle K_{d}}) es un tipo específico de constante de equilibrio que mide la propensión de un objeto más grande a separarse (disociarse) reversiblemente en componentes más pequeños, como cuando un complejo se desintegra en sus moléculas componentes, o cuando una sal se divide en sus iones componentes. La constante de disociación es la inversa de la constante de asociación. En el caso especial de sales, la constante de disociación también se puede llamar constante de ionización.      
Para una reacción general: 
{\displaystyle {\ce {A_{\mathit {x}}B_{\mathit {y}}<=>{\mathit {x}}A{}+{\mathit {y}}B}}}
en el que un complejo {\displaystyle {\ce {A}}_{x}{\ce {B}}_{y}} se descompone en subunidades x de {\displaystyle A} y subunidades y de {\displaystyle B}, la constante de disociación se define 
{\displaystyle K_{d}={\frac {[{\ce {A}}]^{x}[{\ce {B}}]^{y}}{[{\ce {A}}_{x}{\ce {B}}_{y}]}}}
donde {\displaystyle [A]}, {\displaystyle [B]} y {\displaystyle [A_{x}B_{y}]} son las concentraciones de equilibrio de {\displaystyle A}, {\displaystyle B} y el complejo {\displaystyle A_{x}B_{y}}, respectivamente. 
Una de las razones de la popularidad de la constante de disociación en bioquímica y farmacología es que en el caso frecuente en el que {\displaystyle x=y=1},  {\displaystyle K_{d}} tiene una interpretación física simple: cuando {\displaystyle [{\ce {A}}]=K_{d}}, {\displaystyle [{\ce {B}}]=[{\ce {AB}}]} o equivalente {\displaystyle {\tfrac {[{\ce {AB}}]}{{[{\ce {B}}]}+[{\ce {AB}}]}}={\tfrac {1}{2}}}. Es decir, {\displaystyle K_{d}}, que tiene las dimensiones de concentración, es igual a la concentración de A libre a la cual la mitad de las moléculas totales de B están asociadas a A. Esta interpretación simple no se aplica a valores más altos de {\displaystyle x} o {\displaystyle y}. También supone la ausencia de reacciones competitivas, aunque la derivación puede extenderse para permitir y describir explícitamente la unión competitiva. Es útil como una descripción rápida de la unión de una sustancia, de la misma manera que CE50 y CI50 describen las actividades biológicas de las sustancias. 

## Concentración de moléculas unidas

### Moléculas con un sitio de unión
Experimentalmente, la concentración del complejo molecular {\displaystyle [AB]} se obtiene indirectamente a partir de la medición de la concentración de una molécula libre, ya sea {\displaystyle [A]} o {\displaystyle [B]}. En principio, las cantidades totales de molécula {\displaystyle [A]_{0}} y {\displaystyle [B]_{0}} agregadas a la reacción son conocidas. Se separan en componentes libres y ligados de acuerdo con el principio de conservación de masas: 
{\displaystyle {\begin{aligned}{\ce {[A]_0}}&={\ce {{[A]}+ [AB]}}\\{\ce {[B]_0}}&={\ce {{[B]}+ [AB]}}\end{aligned}}}
Para rastrear la concentración del complejo {\displaystyle [AB]}, se sustituye la concentración de las moléculas libres ({\displaystyle [A]}o {\displaystyle [B]}), de las ecuaciones de conservación respectivas, por la definición de la constante de disociación, 
{\displaystyle [{\ce {A}}]_{0}=K_{d}{\frac {[{\ce {AB}}]}{[{\ce {B}}]}}+[{\ce {AB}}]}
Esto produce la concentración del complejo relacionado con la concentración de cualquiera de las moléculas libres. 
{\displaystyle {\ce {[AB]}}={\frac {\ce {[A]_{0}[B]}}{K_{d}+[{\ce {B}}]}}={\frac {\ce {[B]_{0}[A]}}{K_{d}+[{\ce {A}}]}}}

### Macromoléculas con sitios de unión independientes idénticos
Muchas proteínas y enzimas biológicas pueden poseer más de un sitio de unión. Normalmente, cuando un ligando L une con una macromolécula M, puede influir en la cinética de unión de otros ligandos {\displaystyle {\ce {L}}} a la macromolécula. Se puede formular un mecanismo simplificado si la afinidad de todos los sitios de unión puede considerarse independiente del número de ligandos unidos a la macromolécula. Esto es válido para macromoléculas compuestas por más de una, en su mayoría, subunidades idénticas.  Se puede suponer entonces que cada una de estas n subunidades es idéntica, simétrica y que poseen un solo sitio de enlace. Entonces, la concentración de ligandos unidos {\displaystyle {\ce {[L]_{bound}}}} se convierte en 
{\displaystyle {\ce {[L]}}_{\text{bound}}={\frac {n{\ce {[M]}}_{0}{\ce {[L]}}}{K_{d}+{\ce {[L]}}}}}
En este caso, {\displaystyle {\ce {[L]}}_{\text{bound}}\neq {\ce {[LM]}}}, pero comprende todas las formas parcialmente saturadas de la macromolécula: 
{\displaystyle {\ce {[L]}}_{\text{bound}}={\ce {[LM]}}+{\ce {2[L_{2}M]}}+{\ce {3[L_{3}M]}}+\ldots +n{\ce {[L_{\mathit {n}}M]}}}
donde la saturación se produce paso a paso 
{\displaystyle {\begin{aligned}{\ce {{[L]}+[M]}}&{\ce {{}<=>{[LM]}}}&K'_{1}&={\frac {\ce {[L][M]}}{[LM]}}&{\ce {[LM]}}&={\frac {\ce {[L][M]}}{K'_{1}}}\\{\ce {{[L]}+[LM]}}&{\ce {{}<=>{[L2M]}}}&K'_{2}&={\frac {\ce {[L][LM]}}{[L_{2}M]}}&{\ce {[L_{2}M]}}&={\frac {\ce {[L]^{2}[M]}}{K'_{1}K'_{2}}}\\{\ce {{[L]}+[L2M]}}&{\ce {{}<=>{[L3M]}}}&K'_{3}&={\frac {\ce {[L][L_{2}M]}}{[L_{3}M]}}&{\ce {[L_{3}M]}}&={\frac {\ce {[L]^{3}[M]}}{K'_{1}K'_{2}K'_{3}}}\\&\vdots &&\vdots &&\vdots \\{\ce {{[L]}+[L_{\mathit {n-1}}M]}}&{\ce {{}<=>{[L_{\mathit {n}}M]}}}&K'_{n}&={\frac {\ce {[L][L_{n-1}M]}}{[L_{n}M]}}&[{\ce {L}}_{n}{\ce {M}}]&={\frac {[{\ce {L}}]^{n}[{\ce {M}}]}{K'_{1}K'_{2}K'_{3}\cdots K'_{n}}}\end{aligned}}}
Para la derivación de la ecuación de enlace general una función de saturación  {\displaystyle r} se define como el cociente de la porción de ligando unido a la cantidad total de la macromolécula: 
{\displaystyle r={\frac {\ce {[L]_{bound}}}{\ce {[M]_{0}}}}={\frac {\ce {{[LM]}+{2[L_{2}M]}+{3[L_{3}M]}+...+{\mathit {n}}[L_{\mathit {n}}M]}}{\ce {{[M]}+{[LM]}+{[L_{2}M]}+{[L_{3}M]}+...+[L_{\mathit {n}}M]}}}={\frac {\sum _{i=1}^{n}\left({\frac {i[{\ce {L}}]^{i}}{\prod _{j=1}^{i}K_{j}'}}\right)}{1+\sum _{i=1}^{n}\left({\frac {[{\ce {L}}]^{i}}{\prod _{j=1}^{i}K_{j}'}}\right)}}}
Incluso si todas las constantes de disociación microscópicas son idénticas, difieren de las macroscópicas y hay diferencias entre cada paso de unión. La relación general entre ambos tipos de constantes de disociación para {\displaystyle n} sitios de unión es 
{\displaystyle K_{i}'=K_{d}{\frac {i}{n-i+1}}}
Por lo tanto, la relación de ligando unido a macromoléculas se convierte en 
{\displaystyle r={\frac {\sum _{i=1}^{n}i\left(\prod _{j=1}^{i}{\frac {n-j+1}{j}}\right)\left({\frac {{\ce {[L]}}}{K_{d}}}\right)^{i}}{1+\sum _{i=1}^{n}\left(\prod _{j=1}^{i}{\frac {n-j+1}{j}}\right)\left({\frac {[L]}{K_{d}}}\right)^{i}}}={\frac {\sum _{i=1}^{n}i{\binom {n}{i}}\left({\frac {[L]}{K_{d}}}\right)^{i}}{1+\sum _{i=1}^{n}{\binom {n}{i}}\left({\frac {{\ce {[L]}}}{K_{d}}}\right)^{i}}}}
donde  {\displaystyle {\binom {n}{i}}={\frac {n!}{(n-i)!i!}}} es el coeficiente binomial. Entonces, la primera ecuación se prueba aplicando la regla binomial 
{\displaystyle r={\frac {n\left({\frac {\ce {[L]}}{K_{d}}}\right)\left(1+{\frac {\ce {[L]}}{K_{d}}}\right)^{n-1}}{\left(1+{\frac {\ce {[L]}}{K_{d}}}\right)^{n}}}={\frac {n\left({\frac {\ce {[L]}}{K_{d}}}\right)}{\left(1+{\frac {\ce {[L]}}{K_{d}}}\right)}}={\frac {n[{\ce {L}}]}{K_{d}+[{\ce {L}}]}}={\frac {\ce {[L]_{bound}}}{\ce {[M]_{0}}}}}

## Unión de proteína-ligando
La constante de disociación se usa comúnmente para describir la afinidad entre un ligando {\displaystyle {\ce {L}}} (como un medicamento) y una proteína {\displaystyle {\ce {P}}}; es decir, qué tan bien un ligando se une a una proteína particular. Las afinidades de ligandos y proteínas están influenciadas por interacciones intermoleculares no covalentes entre las dos moléculas, tales como enlaces de hidrógeno, interacciones electrostáticas, fuerzas hidrófobas y de van der Waals. Las afinidades también pueden verse afectadas por altas concentraciones de otras macromoléculas, lo que provoca el apiñamiento macromolecular.
La formación de un complejo ligando-proteína {\displaystyle {\ce {LP}}} puede ser descrito por un proceso de dos estados 
{\displaystyle {\ce {L + P <=> LP}}}
Se define la constante de disociación correspondiente. 
{\displaystyle K_{d}={\frac {\left[{\ce {L}}\right]\left[{\ce {P}}\right]}{\left[{\ce {LP}}\right]}}}
donde {\displaystyle {\ce {[P], [L]}}} y {\displaystyle {\ce {[LP]}}} representan concentraciones molares de la proteína, ligando y complejo, respectivamente. 
La constante de disociación tiene unidades molares (M) y corresponde a la concentración del ligando {\displaystyle {\ce {[L]}}} en la que la mitad de las proteínas están ocupadas en el equilibrio, es decir, la concentración de ligando a la que se une la concentración de proteína con ligando {\displaystyle {\ce {[LP]}}} es igual a la concentración de proteína sin ligando unido {\displaystyle {\ce {[P]}}}. Cuanto menor sea la constante de disociación, más estrechamente unido estará el ligando, o mayor será la afinidad entre el ligando y la proteína. Por ejemplo, un ligando con una constante de disociación nanomolar (nM) se une más estrechamente a una proteína particular que un ligando con una constante de disociación micromolar (μM). 
Las constantes de disociación subpicomolares como resultado de las interacciones de unión no covalentes entre dos moléculas son raras. Sin embargo, hay algunas excepciones importantes. La biotina y la avidina se unen con una constante de disociación de aproximadamente 10−15 M = 1 fM = 0.000001 nM. Las proteínas inhibidoras de la ribonucleasa también pueden unirse a la ribonucleasa con una afinidad similar de 10−15 M. La constante de disociación para una interacción particular de ligando-proteína puede cambiar significativamente con las condiciones de la solución (por ejemplo, temperatura, pH y concentración de la sal). El efecto de diferentes condiciones de solución es modificar efectivamente la fuerza de cualquier interacción intermolecular que mantenga unido un complejo particular de proteína-ligando. 
Las drogas pueden producir efectos secundarios dañinos a través de interacciones con proteínas para las cuales no fueron diseñadas para interactuar. Por lo tanto, gran parte de la investigación farmacéutica está dirigida a diseñar fármacos que se unan solo a sus proteínas diana (diseño negativo) con alta afinidad (típicamente 0,1-10 nM) o a mejorar la afinidad entre un fármaco en particular y su proteína diana in vivo (diseño positivo). 

### Anticuerpos
En el caso específico de la unión de anticuerpos (Ab) al antígeno (Ag), el término constante de afinidad se refiere a la constante de asociación. 
{\displaystyle {\ce {Ab + Ag <=> AbAg}}}
{\displaystyle K_{a}={\frac {\left[{\ce {AbAg}}\right]}{\left[{\ce {Ab}}\right]\left[{\ce {Ag}}\right]}}={\frac {1}{K_{d}}}}
Este equilibrio químico es también la relación de las constantes de velocidad de activación ({\displaystyle k_{f}}) y velocidad de desactivación ({\displaystyle k_{b}}). Dos anticuerpos pueden tener la misma afinidad, pero uno puede tener una constante de velocidad de activación y desactivación altas, mientras que el otro puede tener una constante de velocidad de activación y desactivación bajas. 
{\displaystyle K_{a}={\frac {k_{\text{f}}}{k_{\text{b}}}}={\frac {\mbox{activación}}{\mbox{desactivación}}}}

## Reacciones ácido-base
Para la desprotonación de los ácidos, {\displaystyle K} se conoce como {\displaystyle K_{a}}, la constante de disociación ácida. Los ácidos más fuertes, por ejemplo el ácido sulfúrico o fosfórico, tienen constantes de disociación más grandes; los ácidos más débiles, como el ácido acético, tienen constantes de disociación más pequeñas. El símbolo {\displaystyle K_{a}}, utilizado para la constante de disociación ácida, puede llevar a confusión con la constante de asociación y puede ser necesario ver la reacción o la expresión de equilibrio para saber lo que se quiere decir.
Las constantes de disociación ácidas se expresan a veces por {\displaystyle pK_{a}}, que se define como: 
{\displaystyle {\text{p}}K_{a}=-\log _{10}{K_{a}}}
Esta {\displaystyle \mathrm {p} K} la notación se ve también en otros contextos; se utiliza principalmente para disociaciones covalentes (es decir, reacciones en las que se forman o rompen enlaces químicos), ya que tales constantes de disociación pueden variar mucho. 
Una molécula puede tener varias constantes de disociación ácidas. En este sentido, es decir, según el número de los protones que pueden darse por vencido, los definimos como ácidos monopróticos, dipróticos y tripróticos. El primero (por ejemplo, ácido acético o amonio) tiene solo un grupo disociable, el segundo (ácido carbónico, bicarbonato, glicina) tiene dos grupos disociables y el tercero (por ejemplo, ácido fosfórico) tiene tres grupos disociables. En el caso de múltiples valores de pK, se designan mediante índices: {\displaystyle pK_{1}}, {\displaystyle pK_{2}}, {\displaystyle pK_{3}} y así sucesivamente. Para los aminoácidos, la constante {\displaystyle pK_{1}} se refiere a su grupo carboxilo ({\displaystyle {\ce {-COOH}}}), {\displaystyle pK_{2}} se refiere a su grupo amino ({\displaystyle {\ce {-NH3}}}) y el {\displaystyle pK_{3}} es el valor pK de su cadena lateral. 
{\displaystyle {\begin{aligned}{\ce {H3B}}&{\ce {{}<=>{H+}+{H2B^{-}}}}&K_{1}&={\ce {[H+].[H2B^{-}] \over [H3B]}}&\mathrm {p} K_{1}&=-\log K_{1}\\{\ce {H2B^{-}}}&{\ce {{}<=>{H+}+{HB^{-2}}}}&K_{2}&={\ce {[H+].[HB^{-2}] \over [H2B^{-}]}}&\mathrm {p} K_{2}&=-\log K_{2}\\{\ce {HB^{-2}}}&{\ce {{}<=>{H+}+{B^{-3}}}}&K_{3}&={\ce {[H+].[B^{-3}] \over [HB^{-2}]}}&\mathrm {p} K_{3}&=-\log K_{3}\end{aligned}}}

## Constante de disociación del agua
La constante de disociación del agua se denota {\displaystyle K_{w}}: 
{\displaystyle K_{w}=[{\ce {H}}^{+}][{\ce {OH}}^{-}]}
La concentración de agua  {\displaystyle {\ce {H2O}}}se omite por convención, lo que significa que el valor de {\displaystyle K_{w}} difiere del valor de {\displaystyle K_{eq}} que se calcularía utilizando esa concentración. 
El valor de {\displaystyle K_{w}} varía con la temperatura, como se muestra en la siguiente tabla. Esta variación debe tenerse en cuenta al realizar mediciones precisas de cantidades como el pH. 
| Temperatura del agua | Kw /10−14 | pKw   |
| -------------------- | --------- | ----- |
| 0 °C                 | 0.112     | 14.95 |
| 25 °C                | 1.023     | 13.99 |
| 50 °C                | 5.495     | 13.26 |
| 75 °C                | 19.95     | 12.70 |
| 100 °C               | 56.23     | 12.25 |